# Sylvestre de La Cervelle
Sylvestre de La Cervelle, né à Saint-Jacques-de-Beuvron (Saint-James) et mort le 3 septembre 1386 à Coutances, est un évêque de Coutances du XIVe siècle.

## Biographie
Sylvestre est fils de Jacques de La Cervelle et de Jeanne Despins.
Sylvestre de La Cervelle est promu évêque de Coutances par Grégoire XI, sur la présentation du roi de France, en 1371. Il prend une part active à la guerre des Harcourt, appuyés des anglais, et le roi de France et assiste au siège du château de Saint-Sauveur-le-Vicomte, avec le célèbre Bertrand du Guesclin, son parent. Pendant cette période le diocèse est ravagé par la peste. La Cervelle fait faire de grandes réparations à la cathédrale de Coutances.
Il fut certainement le précepteur de Charles V le Sage lorsqu'il était enfant.

## Sources
1. ↑  Daniel Delattre et Emmanuel Delattre, La Manche les 602 communes, Grandvilliers, Éditions Delattre, 2002, 280 p. (ISBN 978-2-9159-0709-4), p. 68.

- Histoire des évêques de Coutances, 1839Quelle page ?.